# 1948 no Brasil
Esta é uma cronologia dos fatos acontecimentos de ano 1948 no Brasil.

## Incumbentes
- Presidente do Brasil - Eurico Gaspar Dutra (31 de janeiro de 1946 - 31 de janeiro de 1951)

## Eventos
- 7 de janeiro: A Câmara dos Deputados aprova o projeto de cassação dos mandatos dos parlamentares comunistas.[1][2]
- 21 de abril: O Centro de Estudos e Defesa do Petróleo é criado no Rio de Janeiro,[3] marcando o início da Campanha O Petróleo é Nosso, que se opunha ao Estatuto do Petróleo que tramitava no Congresso brasileiro.
- 25 de setembro: É fundada a GRES Beija-Flor.

## Nascimentos
- 1 de janeiro: Augustinho Záccaro, maestro (m. 2003).
- 3 de janeiro: Reginaldo Leme, jornalista.
- 10 de janeiro: Marina Montini, modelo e atriz (m. 2006).
- 25 de fevereiro: José Ivo Sartori, político.
- 15 de março: Sérgio Vieira de Mello, diplomata (m. 2003).
- 11 de abril: Luiz Eduardo Greenhalgh, político.
- 31 de maio: Marília Gabriela, apresentadora.
- 31 de maio: Marco Nanini, ator.
- 22 de junho: Tonico Pereira, ator.
- 10 de agosto: Franklin Martins, político.
- 25 de agosto: Tony Ramos, ator.
- 10 de setembro: Yves Ribeiro, político.
- 9 de dezembro: Henrique Eduardo Alves, político

## Mortes
- 04 de julho: Monteiro Lobato - escritor (n. 1882).